# Eeyorius
Eeyorius is een monotypisch geslacht van straalvinnige vissen uit de familie van diepzeekabeljauwen (Moridae).

## Soort
- Eeyorius hutchinsi Paulin, 1986